# Беркутово (Пермский край)
Беркутово — деревня в Пермском крае России.
Входит в Кунгурский район в рамках административно-территориального устройства и в Кунгурский муниципальный округ в рамках организации местного самоуправления.

## География
Деревня находится в южной части Кунгурского района у левого берега Сылвы, примыкая к восточной границе Кунгура.

## История
Известна с 1647 года. Основана чердынцами и кайгородцами. Какое-то время была селом с 1921 года.
С 2004 до 2020 гг. деревня входила в Филипповское сельское поселение Кунгурского муниципального района.

## Население
Постоянное население составляло 1172 человека в 2002 году (96 % русские), 1127 человек в 2010 году.

## Климат
Климат умеренно-континентальный с продолжительной снежной зимой и коротким, умеренно-тёплым летом. Средняя температура июля составляет +17,8 0С, января −15,6 0С. Среднегодовая температура воздуха составляет + 1,3°С. Средняя продолжительность периода с отрицательными температурами составляет 168 дней и продолжительность безморозного периода 113 дней. Среднее годовое количество осадков составляет 539 мм.